# 尋找聖誕星
《尋找聖誕星》（挪威語：Reisen til julestjernen）是一部挪威奇幻冒險電影，由尼尔斯·高普執導。2012年11月9日在挪威上映，其播映權已售出給116個國家。
劇情翻拍自1924年的同名戲劇以及1976年的同名電影。該片投入約400萬歐元，共製作了100多組CG特效鏡頭。

## 劇情
很久很久以前，有個名叫葛露塔的小公主，某年的聖誕夜裡她想要用天空中的聖誕星來裝飾聖誕樹，王后則將一枚金星模樣的首飾送給了葛露塔作為回應。未料國王的表親伯爵預謀奪位，他聯同女巫向葛露塔下咒，讓她消失在黑森林內。悲痛的國王因此詛咒了聖誕星，聖誕星因為國王的詛咒居然消失了。有傳說預言說只要國王在十年之內找到聖誕星，葛露塔公主就會回來。
十年後，聖誕夜即將來臨。一名沒有家人的14歲少女桑雅長期被迫為竊盜集團作事，一日她伺機逃了出來，躲進王宮內，並聽見國王與星象師的對話，隨即她被國王發現及招待。桑雅下定決心出發為老國王找到聖誕星。然而被女巫所發現，她派遣伯爵前去阻止桑雅，桑雅在途中得到小地精摩薩的幫助，躲過了伯爵。在摩薩家人指引之下，桑雅騎著北極熊找著了北風，再乘著北風去找聖誕老人幫忙，中途還險些被騎掃帚的伯爵追上。聖誕老人教桑雅誠心許願到當初國王詛咒聖誕星的地方，而聖誕星便進入了桑雅手上的金星首飾內。女巫在水晶球內見到了這一切，便來到桑雅面前奪走了金星首飾，將桑雅困在樹上；並回去讓自己的女兒假扮成葛露塔公主蒙騙國王，女巫還與伯爵計畫讓國王在一份簽上去就無法更改的文件上簽名，以便讓女巫和伯爵得到整個王國。
摩薩再度來到，用地精粉使桑雅脫困。這時王宮正舉行慶祝葛露塔公主歸來的典禮，桑雅在國王簽下文件的那一刻趕到現場，將金星首飾內的聖誕星釋放出來，揭發了女巫和伯爵的陰謀。而國王也發現，原來桑雅才是真正的葛露塔公主。

## 演員
- 薇尔德·泽内尔 飾 桑雅
- 阿格尼丝·基特尔森（英语：Agnes Kittelsen） 飾 女巫[5]
- 安德斯·巴斯莫·克里斯蒂安森（英语：Anders Baasmo Christiansen） 飾 國王
- Stig-Werner Moe 飾 伯爵
- Eilif Hellum Noraker 飾 摩薩
- 雅各布·奧特布羅 飾 Ole
- Knut Walle 飾 聖誕老人
- Sofie Asplin 飾 女巫的女兒

## 製作
2011年1月，挪威電影學院針對該電影的拍攝計畫贊助了1200萬挪威克朗。
電影有三分之二的場景是在捷克共和國拍攝的，取景地包括佩恩施泰因城堡。

## 外部連結
- 互联网电影数据库（IMDb）上《尋找聖誕星》的资料（英文）
- 豆瓣電影上《尋找聖誕星》的資料
- 時光網上《尋找聖誕星》的資料